# Tadeusz Cieński
Tadeusz Celestyn Cieński (ur. 6 kwietnia 1856 w Oknie, zm. 3 listopada 1925 we Lwowie) – polityk galicyjski, prawnik, ziemianin, hodowca koni.

## Życiorys
Rodzina Cieńskich pieczętowała się herbem Pomian. Syn Ludomira (1822–1917, polityk i posiadacz majątku ziemskiego) i Magdaleny Jordan (córka kapitana Wojska Polskiego). Miał braci Adolfa (1853–1960), Stanisława (1849-1920), Kazimierza (1850–1917), Leszka (1851-1913), Józefa Emmanuela oraz trzy siostry.
W latach 1901–1913 był posłem do sejmu galicyjskiego, reprezentował okręg Zaleszczyki. 12 lutego 1908 został wybrany prezesem wydziału gniazda Polskiego Towarzystwa Gimnastycznego „Sokół” w Zaleszczykach. Pełnił funkcję wiceprezesa rady nadzorczej zarządu Towarzystwa Wzajemnych Ubezpieczeń w Krakowie. W latach 1908–1918 członek Rady Narodowej, związany z ugrupowaniami prawicowymi Galicji. Od 1912 był członkiem Ligi Narodowej.
W 1914 był członkiem i wiceprezesem sekcji wschodniej Naczelnego Komitetu Narodowego, członek Klubu Centrum, członek Klubu Chrześcijańsko-Narodowego. W czasie I wojny światowej przeciwnik współpracy z Austrią. Więziony w obozach internowania (1914–1916). Organizował obronę Lwowa (1918–1919), był członkiem Komitetu Bezpieczeństwa i Obrony Dobra Publicznego, przewodniczący Polskiego Komitetu Narodowego we Lwowie w listopadzie 1918 roku. Dwukrotnie odznaczony Krzyżem Walecznych (1922).
W 1922 posiadał majątki ziemskie o powierzchni 14 770 ha. W latach 1922–1925 senator. W działaniach politycznych związany z ziemiańską grupą Podolaków.
Został pochowany na Cmentarzu Obrońców Lwowa we Lwowie, w kwaterach dowódców i zasłużonych działaczy, niedaleko katakumb.

## Potomkowie
Dnia 23 kwietnia 1894 poślubił Marię Dzieduszycką (1863–1941), córkę Włodzimierza Tadeusza Dzieduszyckiego, organizatora przemysłu ludowego i przyrodnika. Wśród dzieci Tadeusza i Marii było 2 księży. Sześcioro dzieci żyło powyżej 85 lat.
Dzieci Tadeusza i Marii:
- Maria Magdalena Cieńska (1895–1996), żona Edwarda Dubanowicza, profesora prawa i polityka
- Klementyna Maria Paula Cieńska (1896–1928), żona Andrzeja Antoniego Pruszyńskiego (1890–1942)
- Włodzimierz Mikołaj Cieński (1897–1983)
- Stanisław Franciszek Chebda-Cieński (1898–1993)
- Ludomir Cieński (1902–1969)
- Jadwiga Maria Cieńska (1901–1990)
- Wojciech Tadeusz Cieński (1903–1907)
- Jan Cieński (1905–1992)
- Anna Amelia Cieńska (1907–2003), żona zamordowanego w Katyniu Kazimierza Henryka Wielowieyskiego herbu Półkozic (1900–1940)